# Тигровая (река)
Тигро́вая — река в Партизанском городском округе (город Партизанск) Приморского края России. Правый приток реки Партизанская.
Длина реки — 53 км, площадь водосборного бассейна — 687 км². Впадает в Партизанскую у села Казанка напротив хутора Орёл. Уровень устья реки Тигровой на 90 м выше уровня моря.
До 1972 года носила название Сица́, что с китайского языка переводится как Западный приток (си — запад, ча — ответвление, развилка, приток). Переименована после вооружённого конфликта за остров Даманский.

## Притоки
Основные притоки (длиной более 10 км): реки Моленная (правый), река Серебрянка (левый), река Грязная (левый).

## Рельеф долины
Река Тигровая течёт по горно-сопочной местности, почти сплошь покрытой смешанным лесом. Прирусловая полоса поймы заросла кустарником, сильно пересечена протоками и староречьями. Во время паводков поверхность поймы полностью затопляется. Прилегающая к долине реки местность крупнохолмистая. Долина реки шириной 2,5 км. Левобережные склоны поросли лесом и кустарником. С правой стороны склоны крутые, местами обрывистые, непосредственно спускающиеся к реке.
Русло реки извилистое, неустойчивое, разделяется на множество рукавов и проток, плёсы и перекаты чередуются через 100—200 м. Глубина на перекатах составляет 0,6—0,7 м, на плёсах — 1,0—1,5 м, скорости соответственно составляют 0,8—1,0 и 0,5—0,6 м/с.

## Гидрологический режим
Годовой ход уровня воды характеризуется чередованием резких подъёмов и спадов в тёплую часть года, весенним половодьем, летне-осенними дождевыми паводками и сравнительно низким и устойчивым стоянием во время зимнего периода. В конце октября — начале ноября обычно наступает похолодание, прекращаются дожди и уровень воды начинает падать.

## Рыбы
Рыбы, обитающие в р. Тигровой: голец восьмиусый, гольян (3 вида: обыкновенный, озёрный, амурский), горчак, карась серебряный, пескарь амурский, ротан, ленок, «пеструшка» (жилая форма симы), бычок.
Заходят на нерест: сима, кета, горбуша, минога тихоокеанская, краснопёрка дальневосточная.

## Населённые пункты
Сёла, расположенные в бассейне реки Тигровая, сверху вниз: Тигровой, Фридман (на притоке р. Моленная), Бровничи, Серебряное (на притоке р. Серебрянка), Хмельницкое, Казанка.